# Symmachia almeidai
Symmachia almeidai is een vlindersoort uit de familie van de prachtvlinders (Riodinidae), onderfamilie Riodininae.
Symmachia almeidai werd in 1946 beschreven door Zikán, J.